# I Can't Make It
"I Can't Make It" is de zevende single van de Britse rockgroep Small Faces. Decca Records gaf deze op 3 maart 1967 uit. Het liedje werd geschreven door Steve Marriott en Ronnie Lane. Op de B-kant stond "Just Passing", dat door Mick O'Sullivan werd geschreven. "I Can't Make It" was de eerste van twee singles die Decca uitgaf nadat de band was overgestapt naar Immediate Records. De Small Faces weigerden de single te promoten, maar bereikten er wel de 26ste plaats in de Britse hitlijst mee.

## Musici
- Ronnie Lane - basgitaar, zang
- Kenney Jones - drums
- Ian McLagan - toetsen
- Steve Marriott - zang, gitaar

## Hitnotering

### UK Singles Chart
| Hitnotering in de UK Singles Chart: 11-03-1967 t/m 22-04-1967 | Hitnotering in de UK Singles Chart: 11-03-1967 t/m 22-04-1967 | Hitnotering in de UK Singles Chart: 11-03-1967 t/m 22-04-1967 | Hitnotering in de UK Singles Chart: 11-03-1967 t/m 22-04-1967 | Hitnotering in de UK Singles Chart: 11-03-1967 t/m 22-04-1967 | Hitnotering in de UK Singles Chart: 11-03-1967 t/m 22-04-1967 | Hitnotering in de UK Singles Chart: 11-03-1967 t/m 22-04-1967 | Hitnotering in de UK Singles Chart: 11-03-1967 t/m 22-04-1967 | Hitnotering in de UK Singles Chart: 11-03-1967 t/m 22-04-1967 |
| Week:                                                         | 1                                                             | 2                                                             | 3                                                             | 4                                                             | 5                                                             | 6                                                             | 7                                                             | 8                                                             |
| ------------------------------------------------------------- | ------------------------------------------------------------- | ------------------------------------------------------------- | ------------------------------------------------------------- | ------------------------------------------------------------- | ------------------------------------------------------------- | ------------------------------------------------------------- | ------------------------------------------------------------- | ------------------------------------------------------------- |
| Positie:                                                      | 44                                                            | 26                                                            | 32                                                            | 26                                                            | 30                                                            | 38                                                            | 46                                                            | uit                                                           |